# Eskilstuna
Eskilstuna város Svédországban, Södermanland tartományban. Eskilstuna község székhelye. A község 94 645 lakosa közül 60 200 ebben a városban lakik. Eskilstunában jelentős finn etnikum él. Az E20-as európai út érinti.

## Földrajz
A város az Eskilstunaån folyó partján fekszik.
| Hónap                         | Jan.  | Feb.  | Már.  | Ápr.  | Máj. | Jún. | Júl. | Aug. | Szep. | Okt.  | Nov.  | Dec.  | Év    |
| ----------------------------- | ----- | ----- | ----- | ----- | ---- | ---- | ---- | ---- | ----- | ----- | ----- | ----- | ----- |
| Rekord max. hőmérséklet (°C)  | 8,0   | 10,0  | 19,0  | 23,0  | 27,0 | 32,0 | 35,0 | 33,0 | 27,0  | 21,0  | 15,0  | 10,0  | 35,0  |
| Átlagos max. hőmérséklet (°C) | −2,0  | −1,0  | 2,0   | 10,0  | 15,0 | 20,0 | 22,0 | 19,0 | 14,0  | 8,0   | 4,0   | −1,0  | 9,2   |
| Átlaghőmérséklet (°C)         | −4,0  | −3,0  | −1,0  | 6,0   | 10,0 | 14,0 | 18,0 | 16,0 | 11,0  | 5,0   | 2,0   | −3,0  | 6,0   |
| Átlagos min. hőmérséklet (°C) | −6,0  | −7,0  | −3,0  | 3,0   | 6,0  | 10,0 | 15,0 | 13,0 | 8,0   | 3,0   | 0,0   | −5,0  | 3,1   |
| Rekord min. hőmérséklet (°C)  | −37,0 | −27,0 | −20,0 | −12,0 | −6,0 | −1,0 | 5,0  | 3,0  | −1,0  | −13,0 | −23,0 | −30,0 | −37,0 |

## Történelem

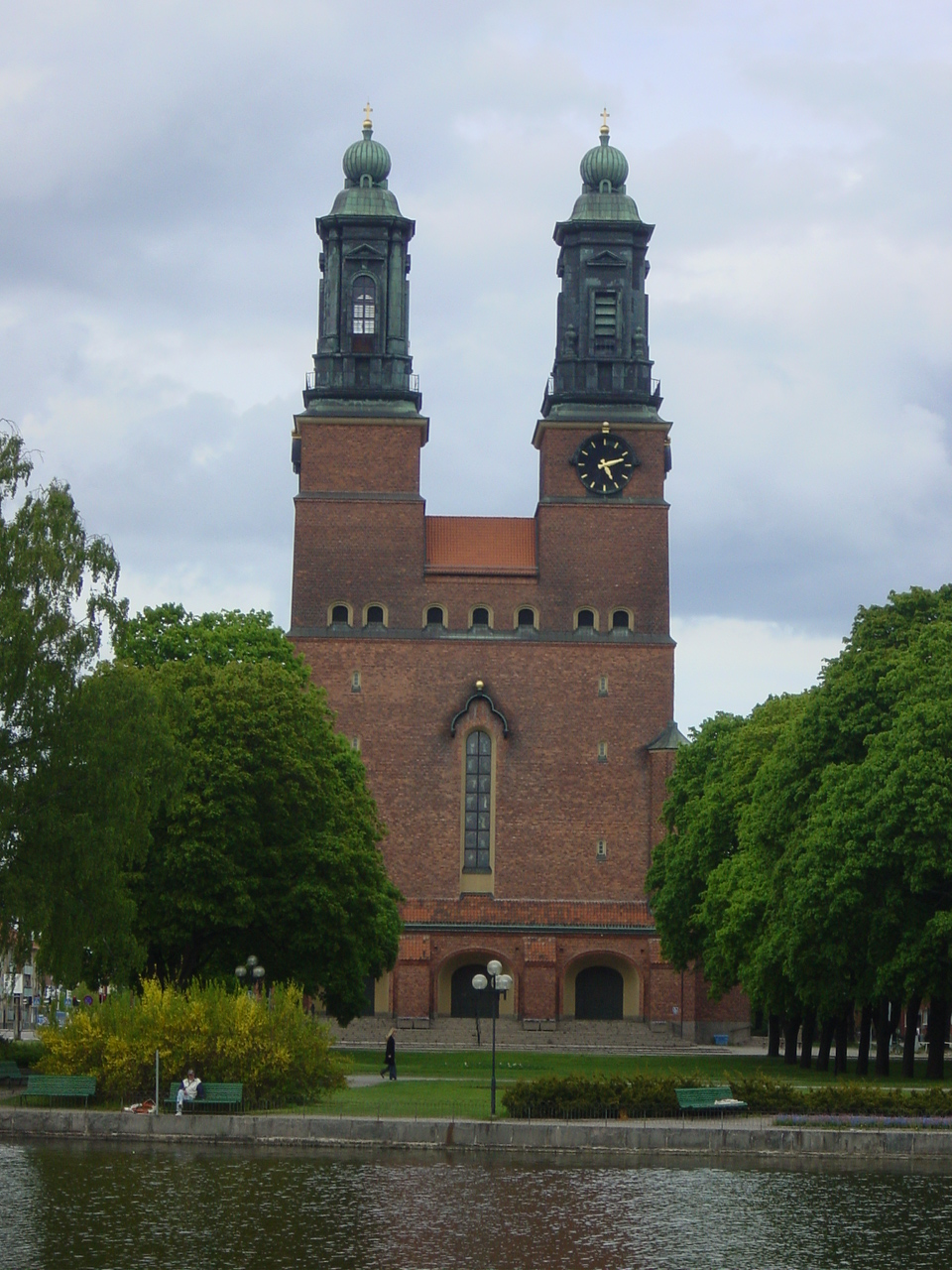
Eskilstuna temploma

A város történelme egészen a középkorig nyúlik vissza, amikor az angol Szent Eskil szerzetes megalapította Tuna egyházmegyét a Mälaren-tó partján. Szent Eskilt azonban a szomszédos Strängnäs város pogány vikingjei halálra kövezték, amikor megpróbálta őket áttéríteni a kereszténységre. Tunában, a saját kolostorában temették el. Később Strängnäs városa is felvette a kereszténységet és megkapta a Dél-mälaren-tavi egyházmegye kiváltságait. Később az Eskil nevet hozzáadták a Tuna szóhoz. Eskilstuna városa azonban nem kapta meg a városi rangot, köszönhetően a középkori Torshälla közelségének, Szent Eskil kolostorát pedig teljesen leromboltatta I. Gusztáv a reformáció alatt.
A város első városi jogát 1659-ben kapta meg, a határok Tunaforstól a folyó nyugati oldalán újonnan megalapított Karl Gusztáv városig terjedtek. Karl Gusztáv város, Reinhold Rademacher kovácsmester műhelye köré épült X. Karl Gusztáv király javaslatára. A kovácsműhely első termékei kézifegyverek és tüzérségi felszerelések voltak.
Karl Gusztáv város 1771-től szabad királyi városnak számított, ahol a mesterembereknek és termelőknek engedélyezték az adómentes műhelyek és gyárak alapítását. A város 1879-ben egyesült Eskilstunával.
Eskilstuna az ipari forradalom során indult jelentős fejlődésnek és vált Svédország egyik legfontosabb ipari városává. Ekkor kapta az ""Acélváros" (Ståhlstaden) becenevet. A fegyvereken kívül a város ollókat, kulcsokat, evőeszközöket és szerszámokat is gyártott. Az acélgyár iránti tisztelet miatt a város címerében egy acélipari munkás látható.
A város legsikeresebb sportklubjai a smedernai motorversenyző klub és a GUIF kézilabda-egyesület. Jelenleg mindkét egyesület Svédország élvonalában szerepel.
Eskilstunát néha hívják Svédország Sheffieldjének is. Ennek a névnek a pontos eredete ismeretlen, bár mindkét város
hasonlóságokat mutat korai iparosodásukkal és az utána fellépő tömeges munkanélküliséggel. Szintén kapcsolat az acél és az ahhoz kapcsolódó acélgyártás közös történelme is.

## Testvérvárosok
- Luton, Anglia
- Lviv, Ukrajna
- Esbjerg, Dánia
- Jyväskylä, Finnország
- Stavanger, Norvégia
- Erlangen, Németország
- Gatcsina, Oroszország

## Személyek
- Sebastian Larsson
- Kennet Andersson
- Mika Karppinen
- Daniel Gildenlöw